# 中島洋次郎事件
中島洋次郎事件（なかじまようじろうじけん）とは、1998年に発覚した自民党の衆議院議員だった中島洋次郎に絡む刑事事件。「中島事件」とも呼ばれる。

## 概要
1998年9月9日から翌10日にかけて、朝日新聞が中島洋次郎衆議院議員が代表を務める自民党政党支部で政党交付金を架空の領収書を使って政治資金以外の目的に流用していた疑いがあることを報じた。
その後、東京地検特捜部の捜査が行われ、同年10月29日に中島を含め、関係者らが政党助成法違反と政治資金規正法違反で逮捕された。その後、公職選挙法違反や贈収賄事件及び公設秘書給与の詐取が明らかになり、これらの罪状でも逮捕された（贈収賄事件では富士重工幹部2人が逮捕された）。
中島及び関係者ら8人の計9人は最終的に以下の罪状で起訴された。政党助成法違反で起訴されたのは制度施行後で初めてであった。中島は受託収賄、選挙違反、政治資金流用と政治家としての典型的な犯罪を犯したとされた。
救難飛行艇開発汚職事件（受託収賄罪・贈賄罪）
中島は防衛政務次官だった1996年に富士重工業の川合勇会長と専務から請託を受けて現金500万円を受け取って、海上自衛隊の次期救難飛行艇の開発の受注に便宜を図った。
なお、富士重工業は前身が中島飛行機であり、中島飛行機の創業者の中島知久平は中島洋次郎にとって祖父にあたる。
選挙違反事件（公職選挙法違反）
1996年10月の第41回衆議院議員総選挙で中島は後援会幹部に買収資金として計2000万円を渡す等した。
政治資金流用事件（政党助成法違反・政治資金規正法違反）
中島が代表を務める自民党政党支部で政党交付金を流用した事実を隠すため、1996年と1997年の使途等報告書に計約1260万円の支出があったかのように虚偽記載し、その工作に伴って中島の資金管理団体の1997年の収支報告書に虚偽記載をした。
公設秘書給与詐取事件（詐欺罪）
政策秘書を雇ったように衆議院に届け出をし、1996年12月から1998年1月にかけて公設秘書給与約1030万円を国から詐取した。
中島は1999年1月に衆議院議員を辞職した。裁判では中島ら関係者に以下の判決が言い渡された。
| 人物           | 肩書き                    | 救難飛行艇開発汚職事件 | 選挙違反事件 | 政治資金流用事件 | 公設秘書給与詐取事件 | 判決                                                  |
| -------------- | ------------------------- | ---------------------- | ------------ | ---------------- | -------------------- | ----------------------------------------------------- |
| 中島洋次郎     | 衆議院議員 防衛政務次官   | ○                      | ○            | ○                | ○                    | 懲役2年6月追徴金1000万円 （上告中に死亡し、公訴棄却） |
| 川合勇         | 富士重工業会長            | ○                      | -            | -                | -                    | 懲役1年6月執行猶予3年                                 |
| 富士重工業専務 | 富士重工業専務            | ○                      | -            | -                | -                    | 懲役1年2月執行猶予3年                                 |
| 飯田裕重       | 太田市議 （後援会幹事長） | -                      | ○            | ○                | -                    | 懲役2年6月執行猶予4年追徴金20万円                     |
| 明円茂昭       | 衆院議員公設秘書          | -                      | -            | ○                | ○                    | 禁固8月執行猶予4年                                    |
| 後援会副会長   | 後援会副会長              | -                      | ○            | -                | -                    | 懲役1年6月執行猶予4年                                 |
| 新井章夫       | 太田市議                  | -                      | ○            | -                | -                    | 禁固8月執行猶予4年追徴金20万円                        |
| 清水悦夫       | 衆院議員公設秘書          | -                      | ○            | -                | -                    | 懲役1年6月執行猶予4年                                 |
| 会社役員       | 会社役員                  | -                      | -            | -                | ○                    | 懲役1年6月執行猶予3年                                 |